# Stazione di San Jose Diridon
La stazione di San Jose Diridon (in inglese San Jose Diridon station) è la principale stazione ferroviaria della città californiana di San Jose, nonché della contea di Santa Clara e della Silicon Valley.
La stazione, posta sulla ferrovia Coast Line della Union Pacific Railroad, è stata inserita nel 1993 nel National Register of Historic Places per la sua importanza architettonica, in quanto esempio di architettura italiana neorinascimentale.

## Storia
La stazione, originariamente denominata Cahill Depot, venne aperta nel 1935, come parte dello spostamento della Coast Line della Southern Pacific Railroad dal centro cittadino. Nel 1994, terminarono i lavori di ristrutturazione della stazione che venne denominata Diridon, in onore di Rod Diridon, membro del Board of Supervisors della contea di Santa Clara.

## Movimento
La stazione è servita dai treni InterCity Coast Starlight e Capitol Corridor dell'Amtrak e dai servizi ferroviari suburbani Caltrain e Altamont Corridor Express, gestiti rispettivamente da TransitAmerica e Herzog Transit.

## Interscambi
La stazione interscambia con diverse linee automobilistiche e con la linea verde della rete tranviaria di San Jose.
- Fermata tram (San Jose Diridon, linea verde)
- Fermata autobus